# Condamine (Jura)
Condamine ist eine französische Gemeinde im Département Jura in der Département Jura. Sie gehört zum Arrondissement Lons-le-Saunier und zum Kanton Lons-le-Saunier-1. 
Die Nachbargemeinden sind Courlaoux im Norden, Trenal im Osten, Mallerey im Süden sowie Savigny-en-Revermont (Département Saône-et-Loire) im Westen.

## Weblinks

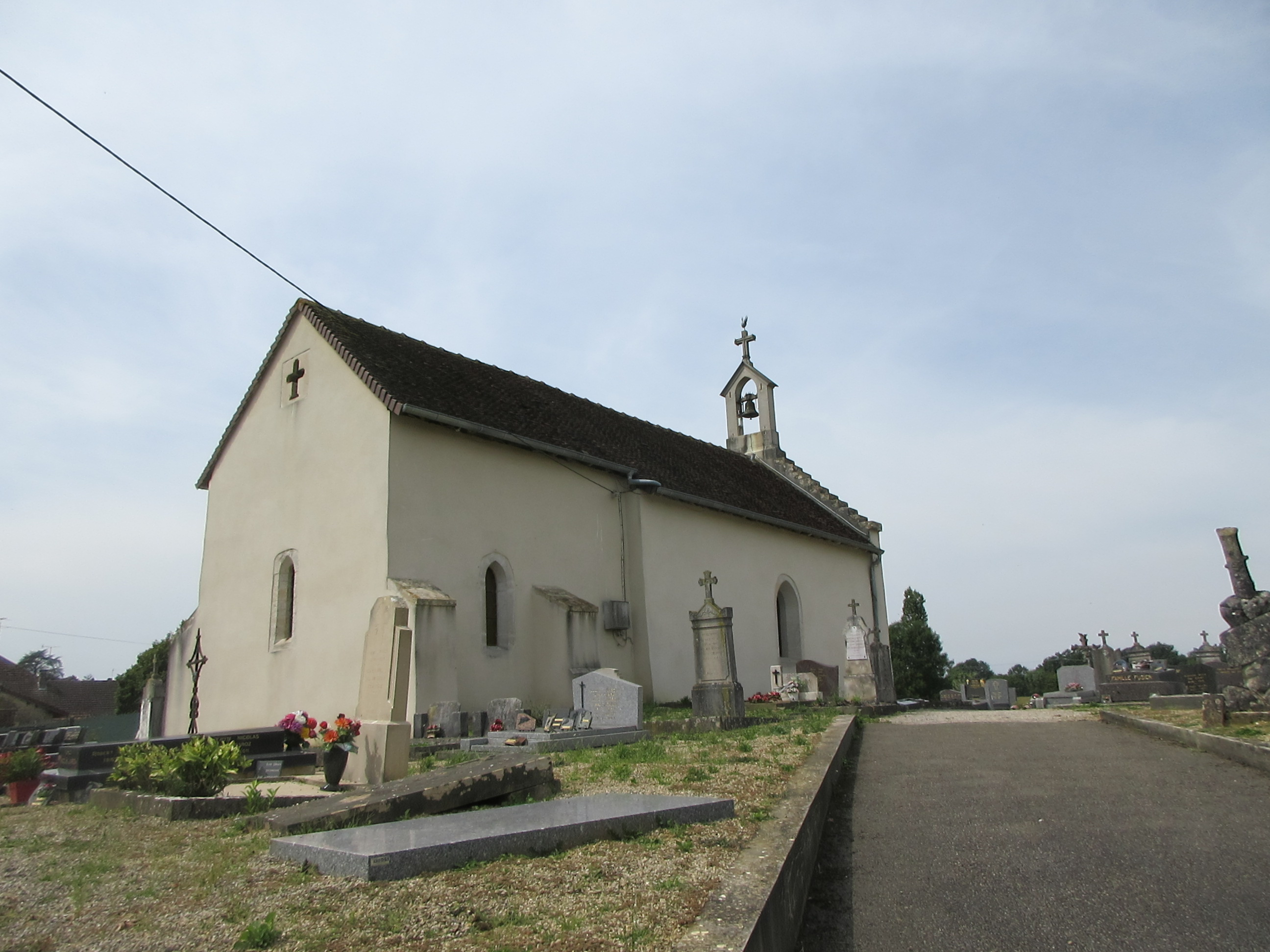
Kapelle Mariä Geburt

## Bevölkerungsentwicklung
| Jahr                       | 1962 | 1968 | 1975 | 1982 | 1990 | 1999 | 2008 | 2017 |
| -------------------------- | ---- | ---- | ---- | ---- | ---- | ---- | ---- | ---- |
| Einwohner                  | 173  | 146  | 149  | 155  | 178  | 212  | 242  | 272  |
| Quellen: Cassini und INSEE |      |      |      |      |      |      |      |      |